# راکل اولمدو
راکل اولمِـدو (اسپانیایی: Raquel Olmedo‎؛ ‏ تلفظ [raˈkel olˈmeðo]؛ زادهٔ ۳۰ دسامبر ۱۹۳۷) بازیگر و خواننده کوبایی‌الاصل اهل مکزیک است. وی از سال ۱۹۵۶ میلادی تاکنون مشغول فعالیت بوده‌است.
از فیلم‌ها یا مجموعه‌های تلویزیونی که وی در آن‌ها نقش داشته است، می‌توان به صلیب ماریسا کروسس و ترسا اشاره نمود.